# C7P
C7P (una abreviatura de Ciągnik Siedmiotonowy Polski, "Tractor Polaco de 7 toneladas") era un tractor de artillería a orugas polaco, utilizado por el Ejército polaco antes y durante la Segunda Guerra Mundial. El tractor fue desarrollado por la oficina de diseño de Witold Jakusz de la compañía PZInż entre 1931 y 1934.
En 1931 Polonia compró varias docenas de tanques británicos Vickers E y una licencia para construir tanques adicionales en el país. El Ejército polaco también consideró la compra del tractor de artillería medio Mk IV Dragon basado en el Vickers E, pero la compra nunca sucedió. Como el tanque británico se consideraba inadecuado para el servicio en el clima polaco y necesitaba ser adaptado,  se decidió que se construiría un tanque Polaco similar como una modificación del diseño de Vickers. El tanque, inicialmente nombrado en código VAU-33, en el tiempo se convirtió en el "7TP".  Simultáneamente, se comenzó a trabajar en un nuevo tractor de artillería para el ejército polaco que iba a reemplazar a los tractores Citroën-Kegresse construidos en Francia a principios de la década de 1920. La principal ventaja del nuevo modelo de tractor de artillería, apodado C6P, C6T y finalmente C7TP fue su bajo precio, facilidad de fabricación y durabilidad. Para ello, el C7P compartió muchas partes con el tanque ligero 7TP, producido simultáneamente. De hecho, el chasis era casi una copia directa del tanque, mientras que la superestructura fue parcialmente prestada de un autobús Saurer construido con licencia.

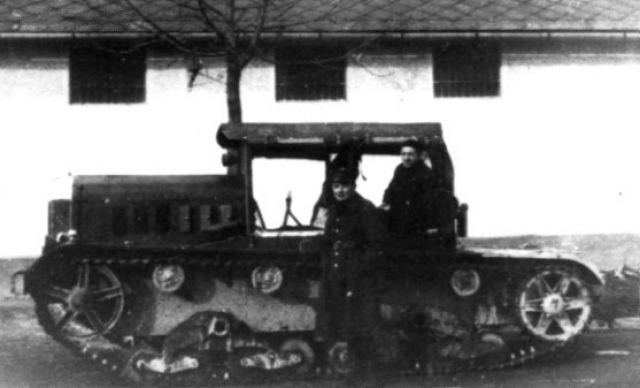
Prototipo C6T

En 1933 se construyeron los dos primeros prototipos en la fábrica De Ursus de la PZInż. El C6P tenía el motor colocado en la parte delantera y utilizaba tracción delantera, mientras que el C6T tenía el motor colocado detrás del compartimiento de la tripulación y utilizaba tracción trasera. Después de una serie de pruebas, el C6P fue elegido como una mejor opción. De hecho, el nuevo tractor, más tarde redesignado como C7P, fue muy superior a sus homólogos contemporáneos, particularmente el tractor de artillería medio Mk IV Dragon y el T-26T soviético, tanto en términos de potencia como de equipo adicional. El proyecto final incluyó un compartimiento cerrado de la tripulación..
La producción inició en 1934. De aproximadamente 350 ordenados, sólo 151 fueron construidos por el estallido de la Segunda Guerra Mundial. Aproximadamente 108 fueron desplegados en las unidades de artillería, donde el C7P fue utilizado como tractor de artillería en los regimientos de artillería más pesada, principalmente para el remolque de morteros pesados de 220 mm wz.32. Otros 18 tractores fueron conectados a varias unidades de tanques, en su mayoría la 10.ª Brigada de Caballería Motorizada polaca para el remolque de tanques inmovilizados y para el transporte de tanques al campo de batalla en plataformas de remolque especialmente diseñadas. Finalmente, dos tractores fueron entregados a las unidades de ingeniería para el mantenimiento de carreteras y la destrucción de los ferrocarriles en caso de una guerra. Hasta 1942 se entregaban otros 52 a varios servicios comunales, donde se utilizarían como quitanieves para mantener las carreteras en buenas condiciones en caso de guerra. Durante la invasión de Polonia de 1939 todos los C7P se utilizaron en servicio activo. La mayoría fueron capturados por los alemanes y fueron utilizados como máquinas de remolque y quitanieves al menos hasta 1941.
Ningún ejemplo del C7P sobrevive hoy. Aun así, un solo chasis del C7P fue recuperado cerca de Volgograd alrededor de 2001. Este chasis fue restaurado con la torreta de un BT-5 o BT-7 y ahora parece un tanque T-26 . Está en exhibición en el Museo de la Gran Guerra Patriótica, Moscú, Poklonnaya Gora